# 聖弗朗索瓦鎮區 (密蘇里州聖弗朗索瓦縣)
聖弗朗索瓦鎮區（英語：St. Francois Township）是位於美國密蘇里州聖弗朗索瓦縣的一個行政鎮區。

## 地方資料
聖弗朗索瓦鎮區的面積為168.86平方千米，當中陸地面積為168.40平方千米，而水域面積為0.46平方千米。根據2020年美國人口普查的數據，當地共有人口31631人，而人口密度為每平方千米187.32人。